# Parque Nacional da Serra dos Órgãos
O Parque Nacional da Serra dos Órgãos é uma unidade de conservação situada no maciço da Serra dos Órgãos, abrangendo os municípios de Guapimirim, Magé, Petrópolis e Teresópolis, com uma área de 20 030 ha.
É aberto para visitação permanente. É administrado pelo Instituto Chico Mendes de Conservação da Biodiversidade (ICMBio).
Normalmente de maio a setembro é aberta a temporada de montanhismo, com aventureiros de toda parte  buscando o contato direto com a natureza. O principal roteiro é a Travessia Petrópolis-Teresópolis, que exige três dias e é considerada a caminhada mais bonita do Brasil. O nome do parque deriva da semelhança dos picos da serra com os tubos de órgãos de igreja, derivando daí o nome Serra dos Órgãos.

## Histórico

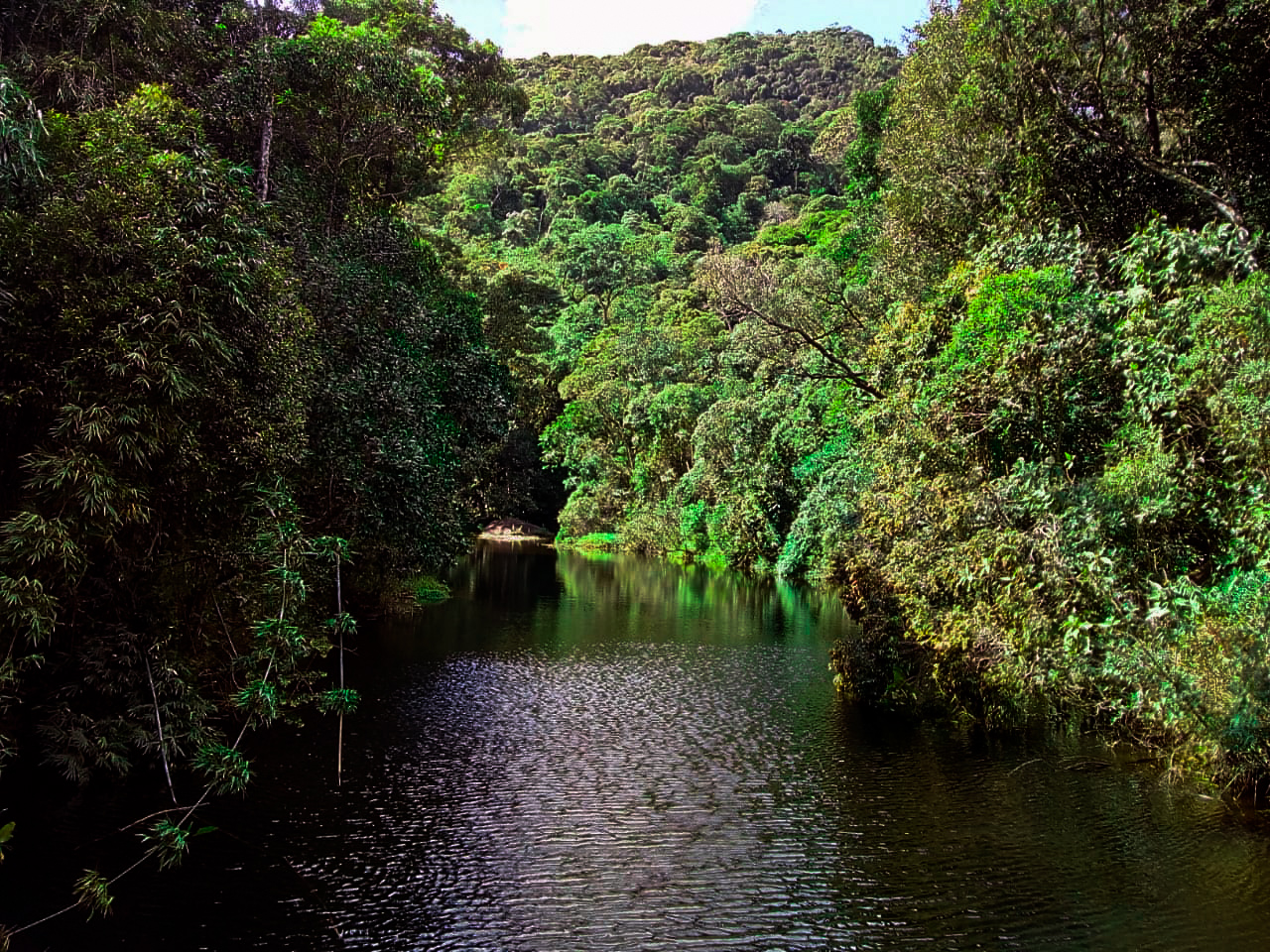
Parque Nacional Da Serra Dos órgãos/Morin Petrópolis, RJ -22.539491, -43.149263

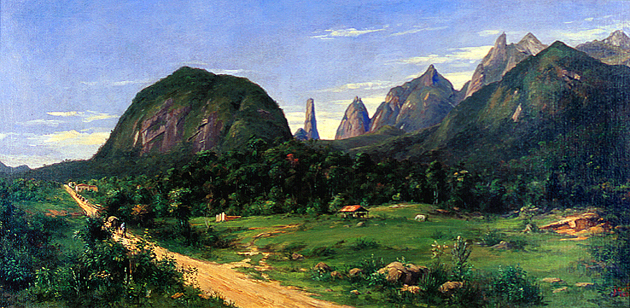
Serra dos Órgãos vista de Teresópolis, 1885. Óleo sobre tela de Georg Grimm.

O Parque Nacional da Serra dos Órgãos foi criado em 30 de novembro de 1939 como o terceiro parque nacional do Brasil. O objetivo do parque era proteger as cabeceiras dos rios que correm para a bacia fluminense e proteger as montanhas espetaculares. O parque foi criado pelo governo de Getúlio Vargas pelo decreto lei 1822 de 30 de novembro de 1939 com uma área de cerca de 9.000 hectares. Abrangia partes dos municípios de Magé, Petrópolis e Teresópolis.
Vários edifícios e outras infraestruturas foram construídos na década de 1940, como a piscina natural, prédios administrativos, armazéns, garagem, quartos de funcionários e quatro abrigos na Trilha do Sino. O parque tinha cerca de 250 funcionários, incluindo garçons nos abrigos das montanhas. Na década de 1960, com o capital nacional transferida do Rio de Janeiro para Brasília, o parque perdeu o financiamento e as instalações começaram a se deteriorar. Os abrigos e algumas das casas dos funcionários foram perdidos.
Esforços foram feitos para restaurar o parque a partir de 1980, incluindo a publicação do plano de manejo e a compra de terras para regularizar o mandato do parque. O decreto 90023, de 2 de agosto de 1984, delimitou a área do parque em 10.527 hectares. Na década de 1990, o município de Guapimirim foi separado de Magé e também passou a conter parte do parque. A partir dos anos 1990, os prédios antigos foram restaurados e novos foram construídos. O parque foi incluído no Mosaico Central da Mata Atlântica do Rio de Janeiro, criado em 2006.

## Geografia

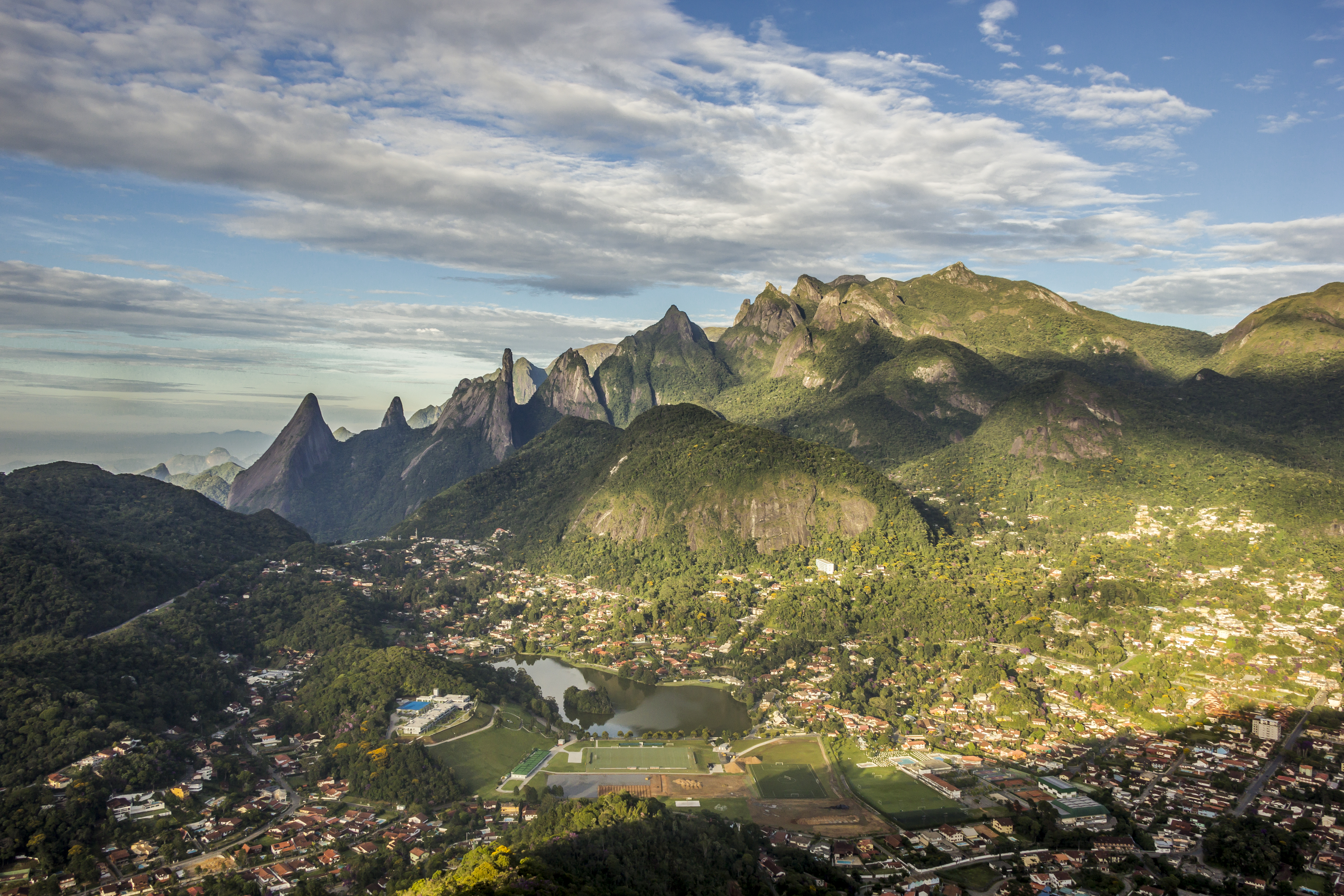
Vista geral da Serra dos Órgãos.

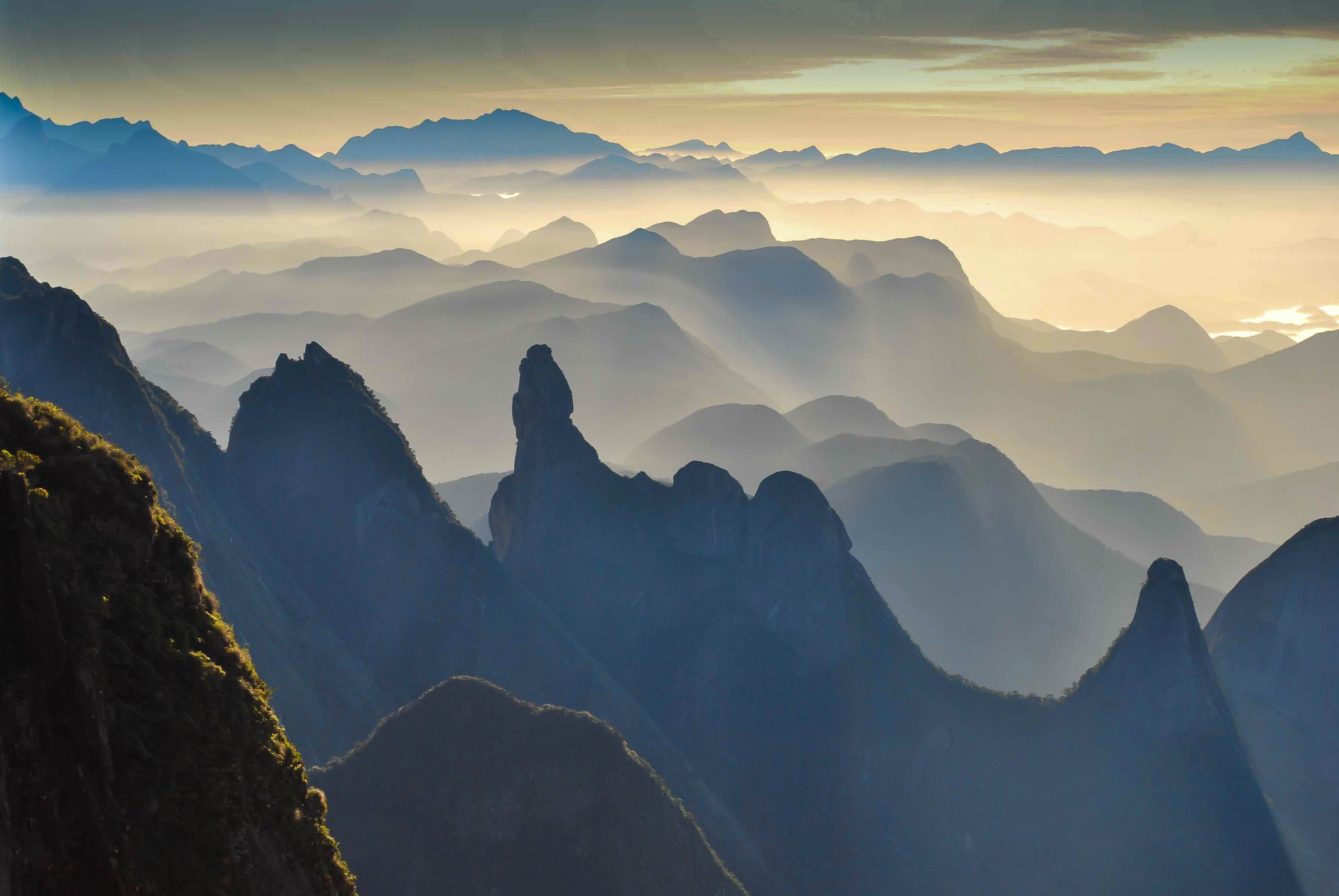
Nascer do Sol no Dedo de Deus.

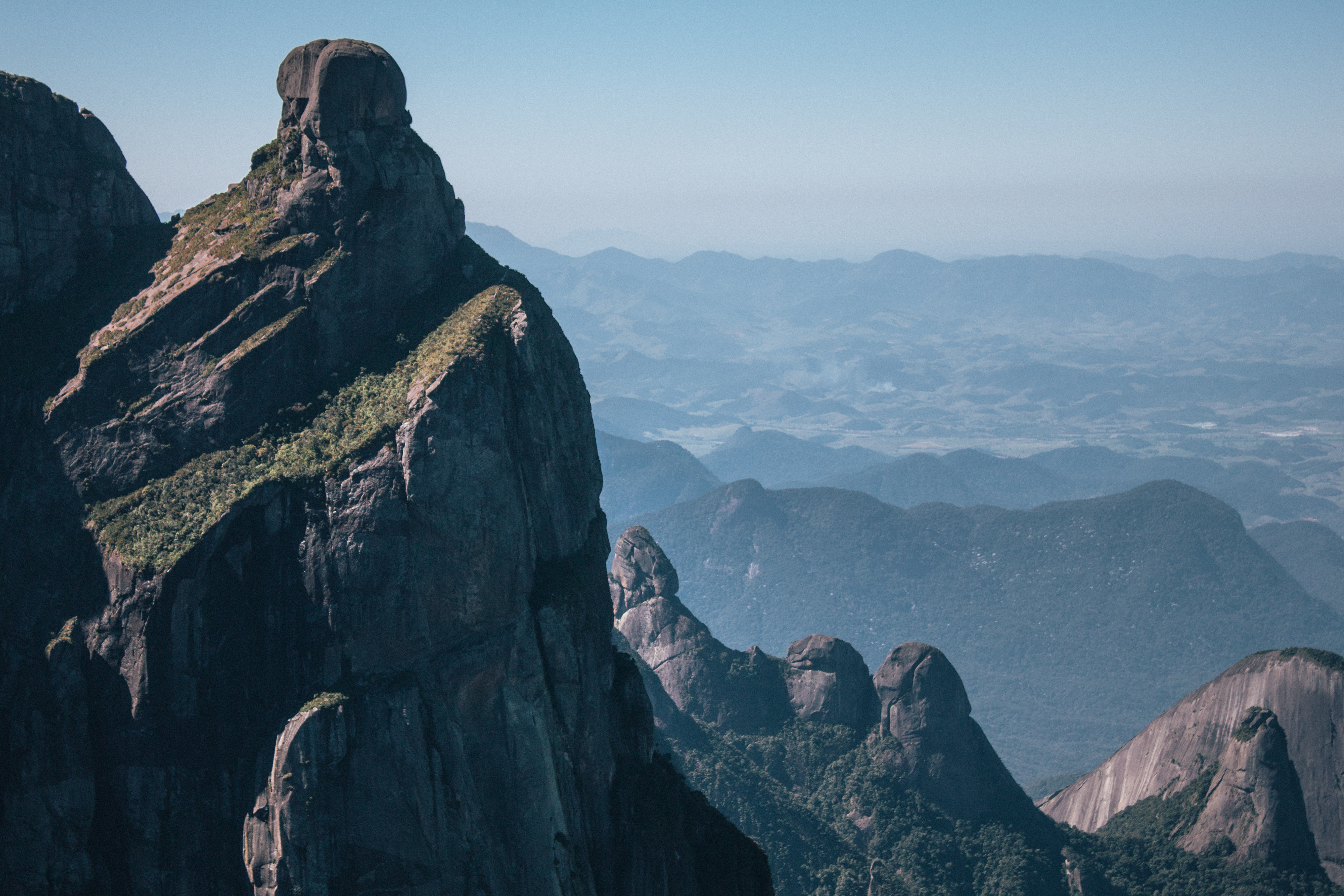
Panorama rumo à Pedra do Sino.

A Serra dos Órgãos é o nome da região da Serra do Mar na parte central do estado do Rio de Janeiro. Abrange uma área de 20.024 hectares. O alcance é uma escarpa no extremo norte da graben Guanabara, entre os municípios de Petrópolis e Teresópolis. O nome vem da semelhança percebida das formações rochosas verticais criadas pela erosão aos tubos de órgãos usados nas igrejas portuguesas da época colonial.

### Geologia
As montanhas consistem em gnaisses graníticos da era Neoproterozóica. A região é estruturalmente complexa, com falhas consideráveis combinadas com erosão. A crista que contém o Dedo de Deus e outras torres é incomum por ser sustentada por um dique espesso de granito cambriano que é mais resistente à erosão do que os ortognaisses neoproterozóicos circundantes. A formação das rochas pode ter ocorrido há cerca de 620 milhões de anos.

### Topologia
Ao longo da escarpa, a altitude varia de perto do nível do mar na planície costeira até 2.260 metros acima do nível do mar, 4 quilômetros mais para o interior. A altitude média é de 1.100 metros acima do nível do mar. O Dedo de Deus e o Escalavrado, a 1.692 metros de altitude e 1.490 metros de altitude, e os picos próximos, com paredes íngremes de rocha, são características dramáticas que podem ser vistas em um dia claro a partir da cidade do Rio de Janeiro, que fica a 50 quilômetros de distância. O ponto mais alto é a Pedra do Sino, com 2.263 metros.
Uma fratura noroeste é exposta nas superfícies rochosas do planalto, que define a direção das cristas e vales ao longo da escarpa. Um desses cumes contém vários picos de granito, incluindo o Dedo de Deus. Fraturas verticais a nordeste, espaçadas regularmente a cada 500 metros, cortam as estruturas a noroeste em ângulos retos. A erosão ao longo dessas fraturas isolou os blocos de rochas maciças. Os vales têm depósitos bem preservados de detritos que caíram das paredes rochosas. Em novembro de 1981, um período de chuva intensa desencadeou centenas de deslizamentos rasos de escombros que bloquearam a rodovia BR-116 e mataram cerca de 20 pessoas.

### Clima
Segundo dados do Instituto Nacional de Meteorologia (INMET), referentes ao período de 1961 a 1980, a temperatura mínima absoluta registrada no Parque Nacional foi de 1,2 °C em 17 de junho de 1973, e a maior atingiu 33,5 °C em 25 de dezembro de 1968. O recorde de precipitação registrado em 24 horas é de 182,6 mm em 4 de fevereiro de 1964, e o recorde mensal de 964,8 mm em janeiro de 1961.
| Dados climatológicos para Parque Nacional da Serra dos Órgãos (1961-1980)                                                         | Dados climatológicos para Parque Nacional da Serra dos Órgãos (1961-1980) | Dados climatológicos para Parque Nacional da Serra dos Órgãos (1961-1980) | Dados climatológicos para Parque Nacional da Serra dos Órgãos (1961-1980) | Dados climatológicos para Parque Nacional da Serra dos Órgãos (1961-1980) | Dados climatológicos para Parque Nacional da Serra dos Órgãos (1961-1980) | Dados climatológicos para Parque Nacional da Serra dos Órgãos (1961-1980) | Dados climatológicos para Parque Nacional da Serra dos Órgãos (1961-1980) | Dados climatológicos para Parque Nacional da Serra dos Órgãos (1961-1980) | Dados climatológicos para Parque Nacional da Serra dos Órgãos (1961-1980) | Dados climatológicos para Parque Nacional da Serra dos Órgãos (1961-1980) | Dados climatológicos para Parque Nacional da Serra dos Órgãos (1961-1980) | Dados climatológicos para Parque Nacional da Serra dos Órgãos (1961-1980) | Dados climatológicos para Parque Nacional da Serra dos Órgãos (1961-1980) |
| Mês | Jan                                                                       | Fev                                                                       | Mar                                                                       | Abr                                                                       | Mai                                                                       | Jun                                                                       | Jul                                                                       | Ago                                                                       | Set                                                                       | Out                                                                       | Nov                                                                       | Dez                                                                       | Ano                                                                       |
| --- | ------------------------------------------------------------------------- | ------------------------------------------------------------------------- | ------------------------------------------------------------------------- | ------------------------------------------------------------------------- | ------------------------------------------------------------------------- | ------------------------------------------------------------------------- | ------------------------------------------------------------------------- | ------------------------------------------------------------------------- | ------------------------------------------------------------------------- | ------------------------------------------------------------------------- | ------------------------------------------------------------------------- | ------------------------------------------------------------------------- | ------------------------------------------------------------------------- |
| Temperatura máxima recorde (°C)                                                                                                   | 33,2                                                                      | 33,1                                                                      | 32,6                                                                      | 30,2                                                                      | 28,3                                                                      | 27,4                                                                      | 28,3                                                                      | 30,9                                                                      | 33                                                                        | 33,2                                                                      | 32,9                                                                      | 33,5                                                                      | 33,5                                                                      |
| Temperatura máxima média (°C) | 26,6                                                                      | 26,8                                                                      | 26,2                                                                      | 23,3                                                                      | 21,7                                                                      | 21,1                                                                      | 20,6                                                                      | 22,2                                                                      | 22,6                                                                      | 22,7                                                                      | 23,5                                                                      | 25,1                                                                      | 23,5                                                                      |
| Temperatura média compensada (°C)                                                                                                 | 20,7                                                                      | 20,8                                                                      | 20,2                                                                      | 17,9                                                                      | 15,8                                                                      | 14,9                                                                      | 14,3                                                                      | 15,6                                                                      | 16,7                                                                      | 17,5                                                                      | 18,3                                                                      | 19,7                                                                      | 17,7                                                                      |
| Temperatura mínima média (°C) | 16,2                                                                      | 16,3                                                                      | 15,6                                                                      | 13,6                                                                      | 11,4                                                                      | 10,5                                                                      | 9,7                                                                       | 10,9                                                                      | 12,2                                                                      | 13,4                                                                      | 14,2                                                                      | 15,4                                                                      | 13,3                                                                      |
| Temperatura mínima recorde (°C)                                                                                                   | 10,3                                                                      | 9,1                                                                       | 7,7                                                                       | 6,1                                                                       | 3                                                                         | 1,2                                                                       | 2,4                                                                       | 3,4                                                                       | 3,2                                                                       | 6,2                                                                       | 6,2                                                                       | 7,8                                                                       | 1,2                                                                       |
| Precipitação (mm) | 401,9                                                                     | 322,6                                                                     | 263,3                                                                     | 226,3                                                                     | 120,7                                                                     | 69,8                                                                      | 83,4                                                                      | 101,3                                                                     | 143,7                                                                     | 264,5                                                                     | 351,5                                                                     | 425,4                                                                     | 2 774,3                                                                   |
| Dias com precipitação (≥ 1 mm) | 19                                                                        | 15                                                                        | 14                                                                        | 13                                                                        | 9                                                                         | 7                                                                         | 7                                                                         | 8                                                                         | 10                                                                        | 17                                                                        | 18                                                                        | 19                                                                        | 156                                                                       |
| Umidade relativa compensada (%)                                                                                                   | 86,6                                                                      | 85,9                                                                      | 86,6                                                                      | 88,7                                                                      | 87,4                                                                      | 86,3                                                                      | 85,4                                                                      | 83,5                                                                      | 84,4                                                                      | 87,7                                                                      | 88,4                                                                      | 87,2                                                                      | 86,5                                                                      |
| Insolação (h) | 159,7                                                                     | 152,6                                                                     | 162,9                                                                     | 151,1                                                                     | 163,7                                                                     | 158,9                                                                     | 169,4                                                                     | 180,4                                                                     | 144,5                                                                     | 117                                                                       | 118,2                                                                     | 137,8                                                                     | 1 816,2                                                                   |
| Fonte: Instituto Nacional de Meteorologia (normal climatológica de 1961-1990; recordes de temperatura de 01/01/1961 a 20/12/1980) |                                                                           |                                                                           |                                                                           |                                                                           |                                                                           |                                                                           |                                                                           |                                                                           |                                                                           |                                                                           |                                                                           |                                                                           |                                                                           |

## Turismo

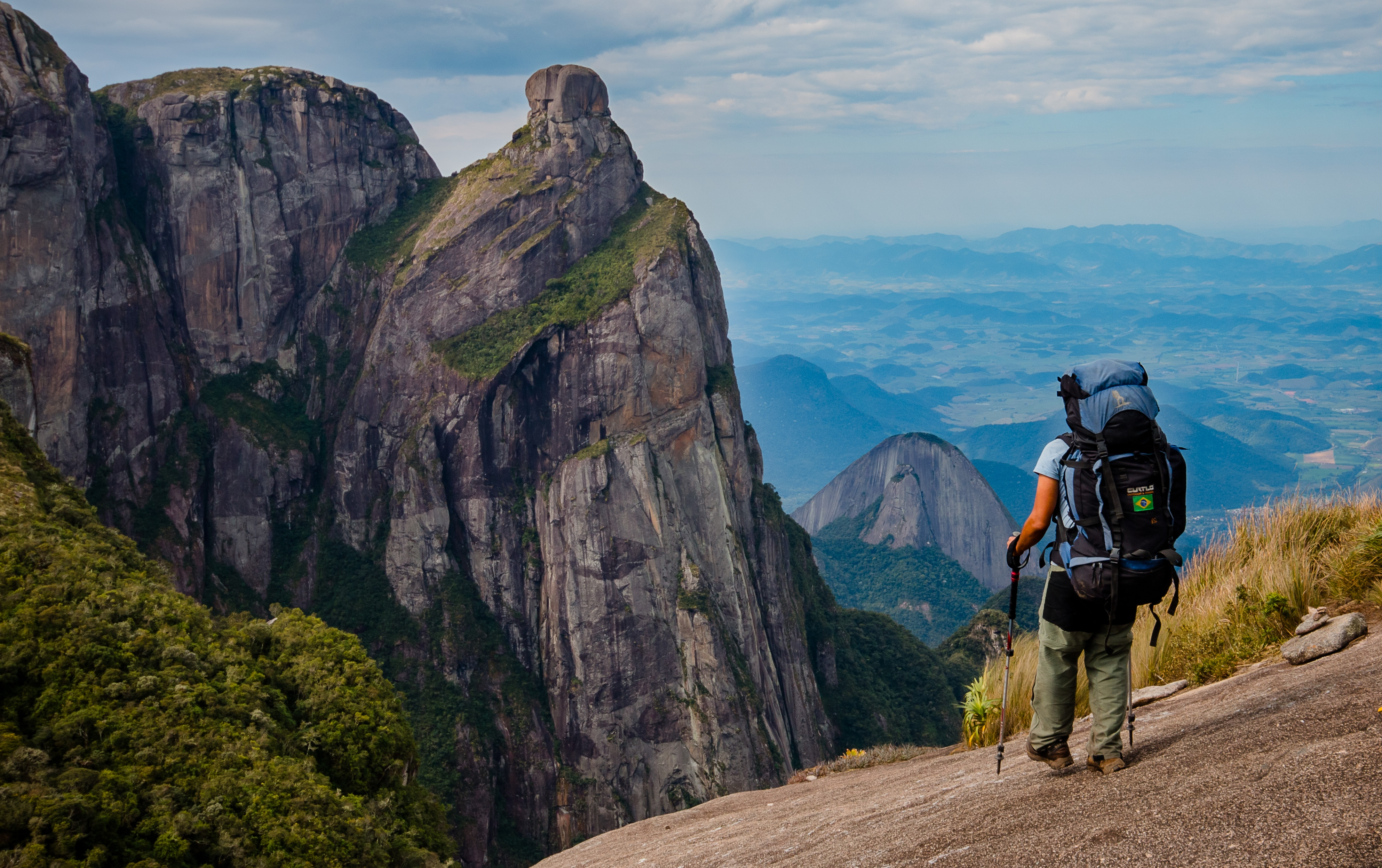
Montanhista no parque.

Além da beleza e da importância da conservação de suas espécies, o Parnaso é um dos melhores locais do país para a prática de esportes de montanha, como escalada, caminhada, rapel e outros.
A travessia Petrópolis-Teresópolis, com 30 km de caminhada pesada pelo alto das montanhas, é considerada a caminhada de longo curso mais bonita do Brasil, com vários pontos de destaque como o Castelo do Açu e Pedra do Sino.
A 90 km do Rio de Janeiro, ou menos de duas horas por rodovia, o parque recebe o ano todo grande número de visitantes. Seu acesso principal é pela rodovia BR 116 Rio-Teresópolis.

## Biodiversidade

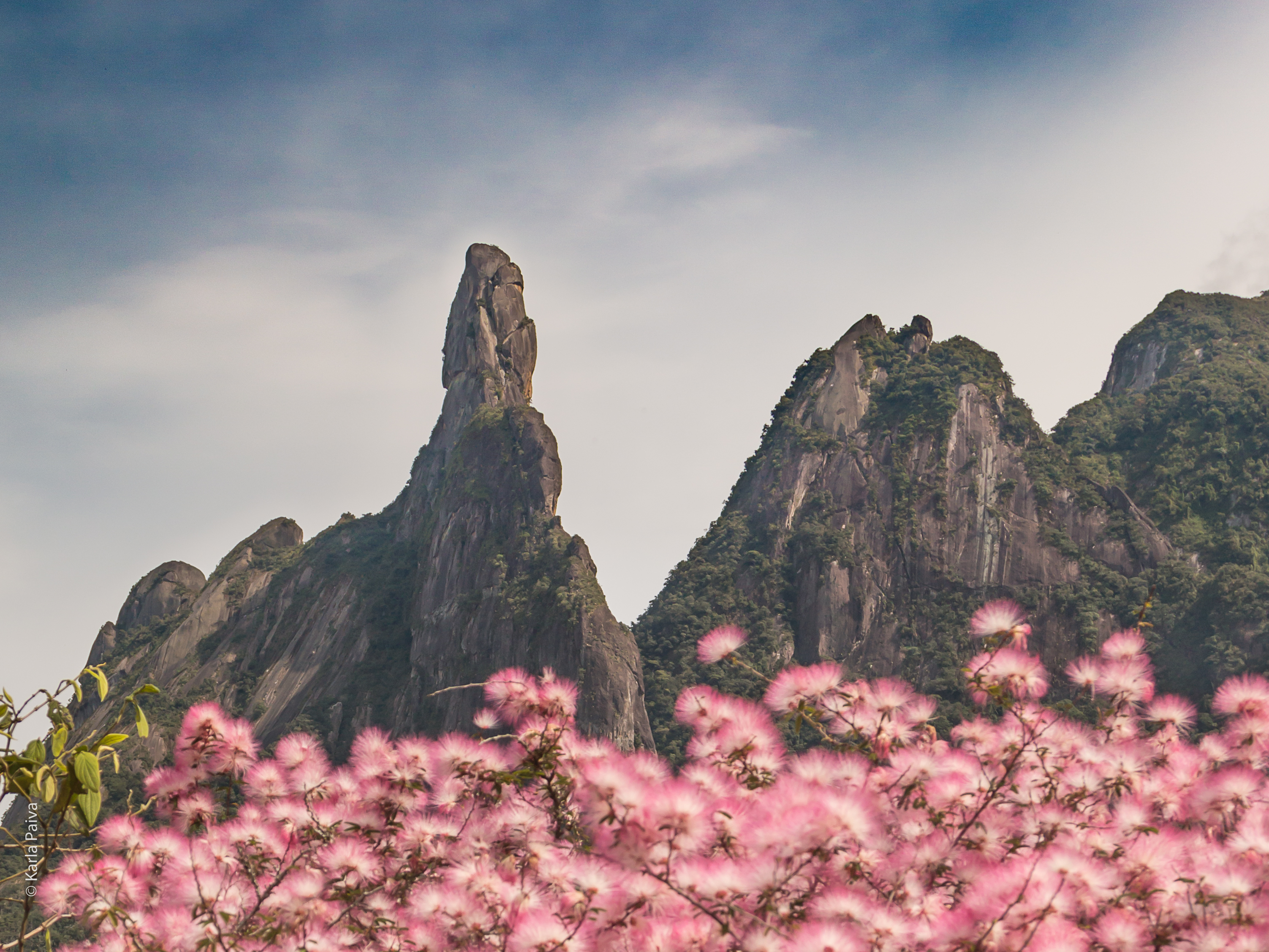
Flores com o Dedo de Deus ao fundo.

O clima é super-úmido tropical, com 80% a 90% de umidade relativa causada pelo ar úmido do Atlântico a maior parte do ano. As temperaturas médias variam de 13 a 23°C, mas podem chegar a 38°C e podem cair abaixo de zero nas partes mais altas do parque. A precipitação média é de 1.700 a 3.600 milímetros, com mais chuvas no verão (dezembro a março) e uma estação seca no inverno, de junho a agosto. O lado sudeste voltado para o oceano recebe mais chuva que o lado noroeste.
O parque está no bioma da Mata Atlântica e, devido à alta pluviosidade, possui rica vegetação, grande parte exclusiva desse bioma. Mais de 2.800 espécies de plantas foram registradas, incluindo 360 de orquídeas e mais de 100 bromélias. Até 500 metros, as encostas mais baixas são cobertas por floresta típica de terras baixas. De 500 a 1.500 metros a vegetação é floresta montana, com variações significativas dependendo das condições em cada área. Em muitos lugares, o dossel superior é de 25 a 30 metros, com árvores emergentes atingindo até 40 metros. De 1.500 a 2.000 metros, há uma floresta com árvores de 5 a 10 metros e com troncos tortos cobertos de musgo epifítico, além de plantas como bromélias e orquídeas. O sub-bosque tem arbustos e os afloramentos são povoados por samambaias e musgos. Existem várias espécies endêmicas. Acima de 2.000 metros a vegetação é de alta montanha, com campos abertos e pequenos arbustos lenhosos. 347 espécies foram encontradas neste ambiente, das quais 66 são endêmicas para este ecossistema. O parque é um dos poucos habitats naturais de espécies de Schlumbergera, que foram desenvolvidas em coloridos cactos amplamente cultivadas como plantas da casa.